# لحوم بيضاء
تعتبر اللحوم من الأغذية الأساسية لتكوين خلايا الجسم وأنسجته خصوصًا لأصحاب الفصيلة (الدموية o)

واللحوم مهمة لبناء الخلايا والانسجة العضلية وترميم ما تهدم من هذه الخلايا والأنسجة وهي تعمل على تنشيط الوظائف الهضمية والدموية والدماغية وإعطاء طاقة وسعرات حرارية خصوصًا للعمال والرياضيين وكل الذين يستعملون مجهودًا عضليًا.
وتنقسم اللحوم بشكل عام إلى لحوم بيضاء ولحوم حمراء، واللحوم البيضاء التي هي موضوع هذه المقالة، هي لحوم الأسماك والطيور سواء البرية أو الداجنة منها مثل الدجاج والحمام والبط والسمّان والطاووس والحجل والسمك، وتعتبر اللحوم البيضاء أسهل هضمًا من اللحوم الحمراء.

## سبب التقسيم والتسمية

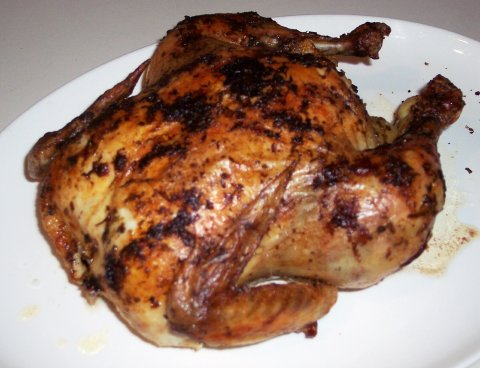
الدجاج هو أكثر اللحوم البيضاء استهلاكًا في العالم

تنقسم اللحوم التي يستهلكها الإنسان إلى نوعين حمراء وبيضاء حسب تركيز المايوجلوبين في الألياف العضيلة. أي كلما زادت نسبة المايوجلوبين في اللحم زاد احمراره. فنجد أن لحم الدجاج والسمك وهما مثالان للحم الأبيض أقلا احمرارًا، لأن نسبة المايوجلوبين فيهما أقل من نسبة المايوجلوبين في اللحوم الحمراء كلحم البقر والغنم والجمال والخنازير والغزلان والجاموس والفرس...إلخ.
وتعتبر الدواجن والطيور سواء الداجنة أو البرية من اللحوم البيضاء، والأسماك مثال نموذجي على اللحوم البيضاء لانخفاض نسبة المايوجلوبين فيها وأكثر اللحوم نفعًا وتوافقًا مع صحة الإنسان.

## عامل الميوجلوبين وتأثيره على لون اللحم
يعتبر بروتين الميوجلوبين المسئول عن اللون الأحمر في اللحوم، حيث أن الميوجلوبين لا يدخل في الدورة الدموية للدم وما يوجد منه داخل النسيج الخلوي يعطي اللون الأرجواني، وعندما يختلط الميوجلوبين مع الأوكسجين يتكون مركب أسمه «الأكسي ميوجلوبين» وهو المسؤول عن اللون الأحمر الساطع، بمعية تأثير أقل للهيموجلوبين الذي يوجد بشكل رئيسي في الدورة الدموية، ولكن تنقص كميته في الأنسجة بعد عملية الذبح.
ويتأثر لون اللحم أيضاً بعمر الحيوان ونوعه وجنسه ونوعية وطريقة تغذيته وكمية المجهود البدني الذي يمارسه، ومن حيث العمر يكون لون لحم الحيوان الكبير في السن أغمق لأن مستوى الميوجلوبين يرتفع مع تقدم العمر، والعضلات التي تقوم بالجهد البدني يكون لونها أدكن من تلك التي لم يحدث لها مجهود مما يعني أن لون اللحم لنفس نوع الحيوان يكون مختلف من حيوان إلى آخر وفي نفس الحيوان من عضلة إلى أخرى 
أضف إلى ذلك أن لون اللحوم والدواجن المخزنة ولو تخزينًا سليمًا في المجمد والثلاحة فإن لون اللحم سوف يتغير بشكل طبيعي عما كان عليه وهو طازج 

## اللحوم البيضاء والصحة
تمت دراسة الآثار الصحية المرتبطة باستهلاك اللحوم البيضاء مقارنةً باللحوم الحمراء. هناك انخفاض في حدوث السكتة الدماغية.
ولايوجد أي ارتباط كبير مع السمنة أو مقاومة الأنسولين وتناول اللحوم البيضاء.

كما يبدو بشكل عام أن اللحوم البيضاء لها تأثير محايد على تجلط الدم.
وتعتبر الأسماك أفضل اللحوم على الإطلاق وأفضل بديل صحي للحوم الحمراء.
وبالنسبة للحيوانات، فالدواجن التي نشأت بطريقة طبيعية في المزارع والحقول في دورة حياتية أقرب إلى الحياة الطبيعية تعتبر أفضل صحيًا من دواجن التعليف المركز والتسمين الصناعي.

## أنواع اللحوم البيضاء

### الدواجن كلحوم بيضاء

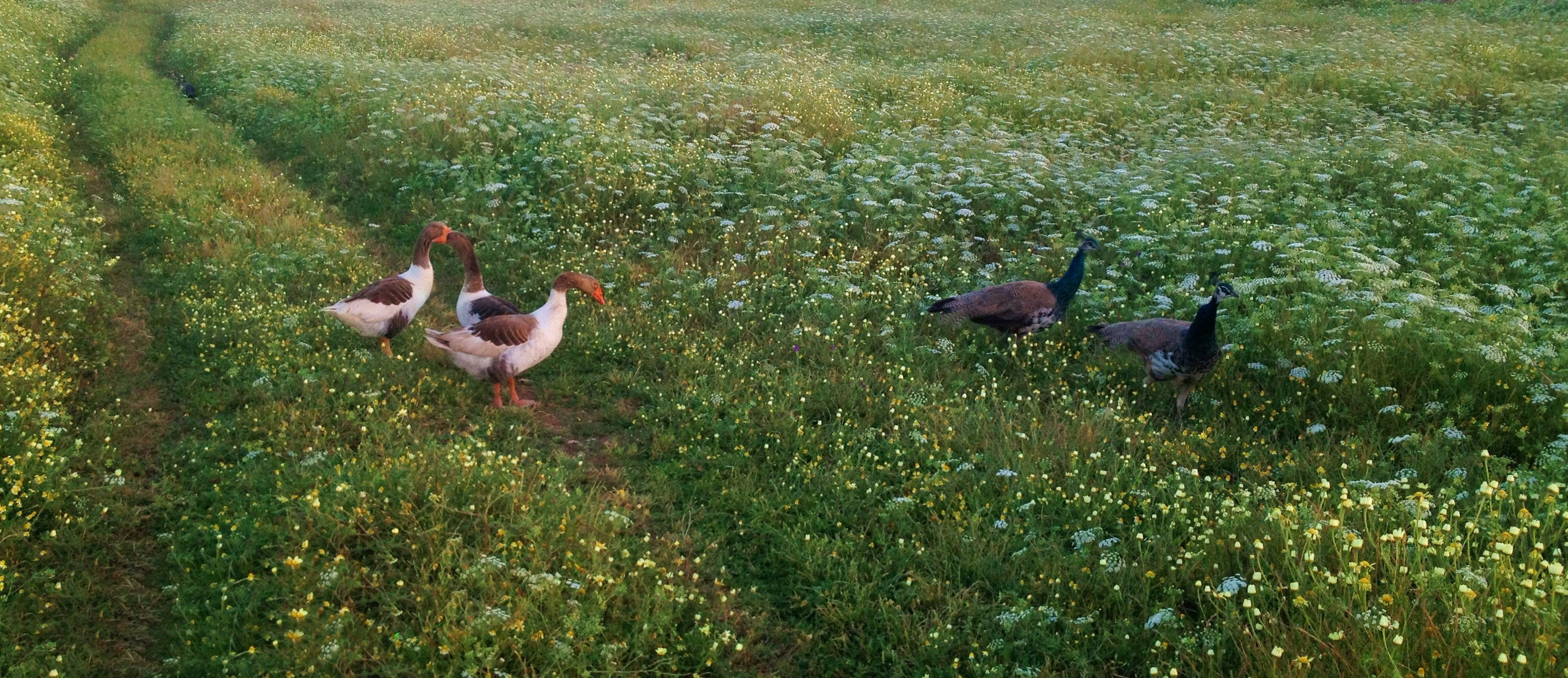

تعتبر الدواجن من أهم مصادر اللحوم البيضاء في التغذية عند الإنسان، خصوصًا الدجاج، الذي يعتبر مصدرًا بروتينيًا مهما في التوازن الغذائي عند الإنسان.

### السمك كلحوم بيضاء
يعتبر السمك من اللحوم البيضاء، ومصدرا بروتينيا وفيتامينيا غنيا بالأوميغا-3،  وهو أكثر اللحوم توافقًا مع صحة للإنسان من مخاطر استشراء السرطانات وبعض أمراض العصر المزمنة كالسمنة وما ينتج عنها من مخاطر، وهو صديق صحي للقلب وعامل مؤثر إيجابي في الدماغ البشري.